# Nadine Heredia
Nadine Heredia Alarcón (Lima, 25 de mayo de 1976) es una política y comunicadora peruana. Ejerció como primera dama del Perú por ser la esposa del presidente Ollanta Humala, del 28 de julio de 2011 al 28 de julio de 2016. Es también cofundadora del Partido Nacionalista Peruano, del cual fue presidenta de 2013 a 2016.

## Primeros años, educación, carrera y familia
Nadine Heredia Alarcón nació el 25 de mayo de 1976 en la ciudad de Lima, la capital del Perú. Es descendiente de una familia ayacuchana proveniente de la provincia de Páucar del Sara Sara siendo hija de mayor de Ángel Heredia y Antonia Alarcón, llamada cariñosamente por Heredia como Mamá Flor. Creció en un barrio acomodado y de niña le inculcaron el culto y orgullo al Imperio Inca.
Heredia realizó los estudios secundarios en el Colegio María de las Mercedes. Ingresó a la Universidad de Lima, en la cual estudió Ciencias de la Comunicación. Posteriormente realizó estudios de maestría en Sociología en la Pontificia Universidad Católica del Perú.
Siguió cursos de doctorado en Sociología en la Universidad Sorbona Nueva - París 3, cuando su esposo fue transferido a Francia como agregado militar.
Trabajó para organizaciones internacionales como la Agencia de los Estados Unidos para el Desarrollo Internacional (USAID).
Nadine conoció al entonces oficial del Ejército Ollanta Humala en 1996; después se casaron y tuvieron tres hijos: Illary, Nayra y Samín. 
Es cofundadora y fue presidenta interina del Partido Nacionalista Peruano (posteriormente Gana Perú). Su esposo, Ollanta Humala, fue presidente del Perú por el período del 2011 al 2016.
En noviembre de 2016, fue designada Directora de la Oficina de Enlace de la Organización de las Naciones Unidas para la Alimentación y la Agricultura (FAO) en Ginebra, Suiza. En mayo de 2017, Heredia renunció al cargo en la FAO.

## Primera dama del Perú (2011-2016)
Desde la primera postulación de Ollanta Humala, se los relacionó financieramente con el gobierno del expresidente venezolano Hugo Chávez; la prensa peruana indicó que Heredia fue contratada por el Gobierno Venezolano para escribir artículos que nunca fueron publicados, a cambio de lo cual fue remunerada.
De acuerdo a un Informe de Inteligencia Financiera del año 2009, abonos en una cuenta de Heredia fueron realizados por personas naturales que, según la información recabada, «no contarían con condiciones económicas suficientes para solventar dichos gastos». Mientras que de acuerdo a un Reporte de Operaciones del 2008 por el Banco de Crédito del Perú sobre Heredia, «se trata de un cliente sensible, esposa de un excandidato a la presidencia, y líder de un partido político. La actividad y fuente de los fondos que ha canalizado a través de nuestra institución [BCP] no han sido sustentados».
En los años que gobernó su esposo, Heredia participó activamente en reuniones nacionales e internacionales.
Como primera dama, generó diversas controversias mediante el uso de su cuenta Twitter, desde la cual, tras diversos escándalos del gobierno, anunció acciones o emitió comentarios relativos a los temas de gobierno, incluso sin que el propio presidente o algún miembro de gobierno haya mandado algún comunicado oficial u otro comentario autorizado, lo cual ha generado hasta acusaciones por usurpación de funciones.
En agosto de 2015, el programa de televisión Panorama reveló el contenido de cuatro agendas, pertenecientes a Heredia, Heredia negó la veracidad de las agendas hasta que en el mes de noviembre, reconoce su autoría diciendo: «después de efectuar una detenida revisión de la copia de los documentos originales (…) pude comprobar que aquellos documentos son de mi propiedad y que fueron sustraídos ilícitamente de mi domicilio».

Como en reiteradas veces he manifestado, los documentos como agendas y libretas, y el contenido de esas agendas y libretas, no son de mi propiedad.
Nadine Heredia

## Casos legales
La presidenta del Partido Nacionalista también afrontó otras denuncias por los delitos de corrupción de funcionarios públicos y tráfico de influencias (caso Fonafe); colusión, tráfico de influencias y asociación ilícita (caso Antalsis); contrabando; coacción y falsedad genérica (caso Ica); e incluso presunto homicidio (caso Fasabi).
En julio del 2017, fue ingresada al penal femenino Santa Mónica en Lima, Perú donde cumplía una prisión preventiva de 18 meses luego de entregarse voluntariamente junto a su esposo Ollanta Humala por presunto lavado de activos; finalmente serían liberados el 30 de abril de 2018.

### Caso Odebrecht
A Nadine Heredia se le atribuye presuntos actos de corrupción en la adjudicación del Gasoducto del Sur a la empresa Odebrecht durante el gobierno de Ollanta Humala. Esta obra fue valorizada en más de US$ 7 mil millones. El caso espera determinar si detrás de este contrato se intentó favorecer a la constructora brasileña y a Enagás en el proceso de licitación frente a sus competidores, Asimismo Marcelo Odebrecht y Jorge Barata han asegurado que la constructora brasileña entregó US$ 3 millones para la campaña de Humala en el 2011. Según Barata, al menos US$ 2 millones fueron dados a Nadine Heredia en tandas de US$ 300.000 y US$ 400.000. Raymundo Trindade Serra, exgerente de relaciones institucionales de Odebrecht, le dijo a los fiscales peruanos que estuvo presente en al menos dos reuniones donde Jorge Barata le entregó US$ 1 millón a la ex primera dama en un departamento que Humala tenía en Miraflores.
Hasta 2025 se encontraba en plena investigación judicial por lavados de activos y usurpación de cargos durante el gobierno del expresidente Ollanta Humala. El 14 de julio del 2017 fue ingresada al Penal Femenino Santa Mónica, y fue liberada el 30 de abril de 2018, junto a su esposo Ollanta Humala.
En agosto del 2020, el Poder Judicial ordenó 36 meses de arresto domiciliario para la ex primera dama por las irregularidades en la concesión del Gasoducto Sur Peruano, a la brasileña Odebrecht.
En abril de 2025, fue condenada a 15 años de prisión pero recibió el asilo del Gobierno del Brasil (presidido por Luiz Inácio Lula da Silva) el mismo día que el juez dictó sentencia junto a Ollanta Humala. El asilo se planificó con la ayuda de un abogado brasileño y se coordinó con su familia. Esta medida fue criticada por Sergio Moro, Flávio Bolsonaro y los políticos de la oposición brasileña.
El especialista Miguel Ángel Rodríguez Mackay señaló que Dina Boluarte entregó a Nadine Heredia el salvoconducto, por lo que es inviable que se solicite la extradición al menos durante el mandato de Lula da Silva. Cabe destacar que Boluarte no hizo declaraciones. El director del capítulo braseño de Transparencia Internacional, Bruno Brandão, señaló que Heredia viajó a Brasil porque ahora es un «paraíso para la corrupción», después de que la Corte Suprema anulara una serie de pruebas y condenas relacionadas con el caso Odebrecht.

### Las agendas de Nadine
Un peritaje grafo técnico demostró que Verónika Mendoza  realizó anotaciones en las agendas de Nadine Heredia, cuando era secretaria de esta, esta agenda forma parte de las investigaciones del escándalo Odebrecht, dado que contiene el registro de los dineros recibidos de la constructora Odebrecht. En junio de 2016 el fiscal Germán Juárez afirmó hoy que un testigo entregó una carta que supuestamente prueba que el fallecido expresidente de Venezuela Hugo Chávez otorgó dinero durante la campaña presidencial del 2006.

## Distinciones honoríficas
| Distinción | Distinción                                  | País   | Fecha              | Lugar          | Notas |
| ---------- | ------------------------------------------- | ------ | ------------------ | -------------- | --- |
|            | Gran Cruz de la Orden de Isabel la Católica | España | 3 de julio de 2015 | Madrid, España | A propuesta del Ministerio de Asuntos Exteriores y de Cooperación previa mediación con el Consejo de Ministros español. |